# Liliane Tiger
Liliane Tiger (Praga, 13 de marzo de 1985) es una actriz pornográfica y modelo erótica checa retirada.

## Carrera
Liliane Tiger comenzó su carrera como actriz porno en 2003 a los 17 años de edad. Algunas de sus primeras películas fueron producidas por el estudio de cine pornográfico Hustler y dirigidas por Pierre Woodman. Liliane realizó más de 260 películas para adultos que la hicieron popular.

## Premios y nominaciones
| Año  | Premio      | Resultado | Categoría                                         | Película                    |
| ---- | ----------- | --------- | ------------------------------------------------- | --------------------------- |
| 2005 | Premios AVN | Nominada  | Artista femenina extranjera del año               | —                           |
| 2006 | Premios AVN | Nominada  | Artista femenina extranjera del año               | —                           |
| 2007 | Premios AVN | Nominada  | Artista femenina extranjera del año               | —                           |
| 2007 | Premios AVN | Nominada  | Mejor escena de sexo en una producción extranjera | Rocco’s More Sluts in Ibiza |
| 2008 | Premios AVN | Nominada  | Artista femenina extranjera del año               | —                           |